# Punto Put

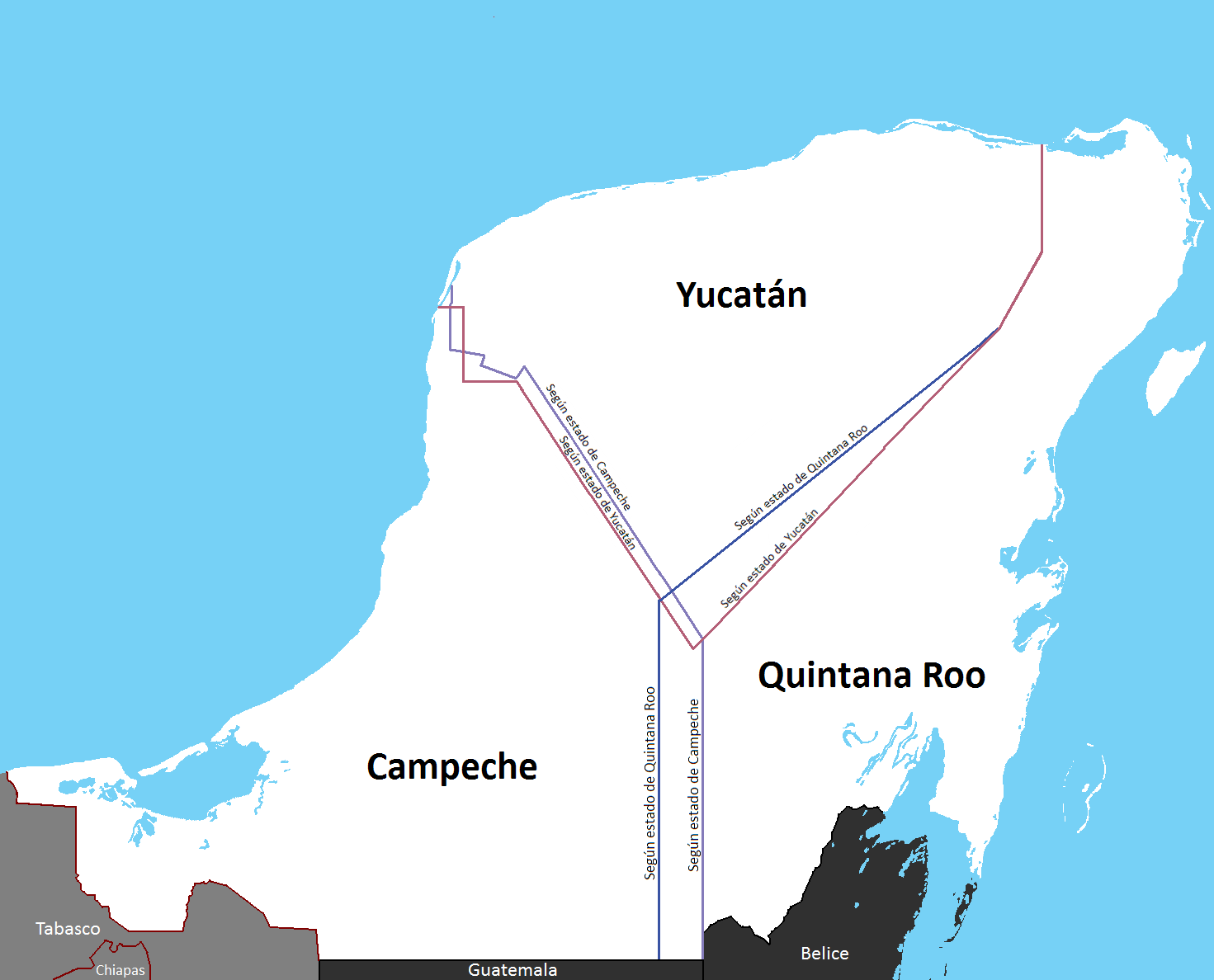
Zonas en disputa territorial interestatal en la península de Yucatán.

Punto Put es el sitio geográfico (punto trifinio) en México donde convergen los estados de Yucatán, Campeche y Quintana Roo, en la península de Yucatán.
Existe controversia ante el significado ya para algunos es un vocablo maya que significa papaya y para otros las siglas de "Punto de Unión Territorial". El sitio ha sido tema de discusión y de disputas territoriales entre los estados mencionados por una franja de aproximadamente 20 km de ancho y 120 km de largo.
El estado de Quintana Roo se refiere al lugar como "Punto Put", Campeche al "Rancho Put" y Yucatán a "un lugar cerca de Put". La zona en disputa ha sido objeto de colonización de gente de entidades ajenas a las entidades colindantes y a duplicidad de servicios públicos (económicos y legales), así como conflictos de carácter político. En la actualidad el conflicto se dirime en la Suprema Corte de Justicia de la Nación.

## Antecedentes
Tras la independencia de México, la Capitanía de Yucatán se adhirió al pacto federal de 1824, hasta que el sistema centralista avivó los movimientos separatistas y la eventual formación de una República de Yucatán. Hasta entonces, el espacio conocido como Yucatán, —ya fuera como provincia, estado o departamento— abarcaba la península yucateca y, en ocasiones, el actual estado de Tabasco, y su división política interna estaba relacionada con la jurisdicción de las ciudades de Mérida, Campeche, Tekax, Izamal y Valladolid. 
Cuando en 1848 se confirmó la reincorporación a México y disminuyeron los movimientos secesionistas en Yucatán, se creó el Estado de Campeche, en 1863, y el Territorio federal de Quintana Roo, en 1902 (en honor al abogado insurgente Andrés Quintana Roo). Sin embargo, a pesar de que la península de Yucatán es un espacio carente de accidentes naturales, como montañas o ríos caudalosos, que dificultaran la formación de los límites estatales, las fronteras quedaron poco claras hacia el área correspondiente al llamado punto Put, en el que convergerían los territorios campechano, quintanarroense y yucateco, en el centro de la península. 

## Situación actual
En 1922, una Comisión Técnica de la Dirección de Estudios Geográficos y Climatológicos de la Secretaría de Agricultura y Fomento, después de haber resuelto un año anterior la ubicación del punto Put y colocado allí un monumento de concreto que señalaba las coordenadas geográficas del sitio, que eran supuestamente 19°39′ 17' latitud norte y 89°24′ 56' longitud oeste, logró que los gobiernos de Yucatán y Campeche nombraran representantes para visitar Put, cosa que se hizo levantándose un acta en el sitio, comprometiéndose los representantes de las 3 entidades a aceptar como futuro vértice de unión de los linderos entre los estados de Yucatán y Campeche y territorio de Quintana Roo, el centro del monumento de concreto ya citado.
Los gobiernos de Campeche y Yucatán, respectivamente, sancionaron y publicaron decretos de sus respectivas legislaturas donde reconocieron como punto trino aquel monumento y sus coordenadas levantadas por la Comisión Geográfica del gobierno federal.
Sin embargo, la Comisión Técnica de la Secretaría de Agricultura y Fomento demostró que el meridiano 89°24′ 56' al oeste de Greenwich utilizado como límite entre Quintana Roo y Campeche era erróneo, por lo que Campeche elevó una querella ante la Secretaría de Agricultura en la que pedía hacer las aclaraciones respectivas y el cumplimiento exacto del decreto constitucional que le dio vida propia a Campeche.
La Constitución Política de Yucatán, en su artículo 14 toma como punto "cerca de Put" el marcado con las coordenadas geodésicas latitud norte 19°18′ 27' y longitud oeste 89°8′ 52'; sin embargo, la Constitución Política de Quintana Roo, en su artículo 46 le asigna a su trilindero las coordenadas 19°39′ 07' de latitud norte y 89°24′ 59' longitud oeste, en tanto la Constitución de Campeche le señala a la línea Dupré -89°9′ 4' longitud este- la formación de su punto trino.
De acuerdo con censos de las primeras décadas del siglo XX, Campeche tendría la razón en la demarcación de su territorio. No ha habido problemas de límites, sino de ejecución y cumplimiento de los decretos de creación de oficial de Campeche en 1863 y del territorio de Quintana Roo en 1902. Los 3 estados están en espera de la resolución de Suprema Corte de Justicia de la Nación

## Campeche
ARTÍCULO 4o.- El territorio del Estado comprende los Municipios que a continuación se
expresan: Calakmul, Calkiní, Campeche, Candelaria, Carmen, Champotón, Escárcega,
Hecelchakán, Hopelchén, Palizada y Tenabo, más el litoral que corresponde a las salinas
denominadas Del Real, La Herradura y Las Desconocidas, Islas adyacentes sobre las
que ejerce jurisdicción y cuanto de hecho y por derecho le pertenece a la Entidad, sin
perjuicio de las divisiones que para su régimen judicial, fiscal y electoral determinen las
leyes secundarias respectivas.
Artículo 4o, CAPÍTULO I DEL ESTADO Y SU TERRITORIO.

En 1837 se crea una referencia para demarcar los partidos de Tekax y Campeche de la antigua República de Yucatán. Tras la creación del estado no quedan claras las colindancias de la entidad; la frontera marítima localizada en el Golfo de México eran las poblaciones de Real de Salinas y Celestún y luego se trazó una línea inclinada hacia el Punto Put (actualmente denominado "viejo Punto Put"). Tras la creación del territorio de Quintana Roo se toma como base los límites del estado de Yucatán. En la década de 1930 Quintana Roo desaparece durante el mandato presidencial de Pascual Ortiz Rubio y es repartido entre Campeche (la parte sur) y Yucatán (la parte norte, incluyendo Cozumel). Sin embargo durante el gobierno de Lázaro Cárdenas del Río se vuelve a crear dicha entidad.
En 1922 se celebró un convenio en la Ciudad de Mérida, donde se fijaron los puntos de división de las entidades, el denominado "nuevo punto put" (de donde parte la llamada "Línea Dupreé", 89°9′4″ O) y la mojonera 186 (convergencia de México, Guatemala y Belice). Tal referencia fue retomada tras la creación del estado de Quintana Roo.
El 31 de diciembre de 1996 el decreto N.º 244 crea el municipio de Calakmul, aprobado por el Congreso del Estado de Campeche:

Artículo Primero- Se crea el Municipio libre de Calakmul, con la demarcación territorial, comprendida entre los paralelos 19°12’00”de latitud Norte y 17°48’39” de latitud sur y los meridianos 89°09’04”de Longitud Este y 90°29’’5” de Longitud Oeste, abarcando una superficie de 16,805.80 kilómetros cuadrados y colindando con su parte Norte con los municipios de Champotón y Hopelchén, de los cuales se desmiembra; al Sur con la República de Guatemala; al Este con el Estado de Quintana Roo y el país de Belice; y al Oeste con los municipios de Carmen y Escárcega, conforme se desprende del siguiente mapa oficial.

Sin embargo el 21 de febrero de 1997, en el Diario Oficial del Estado de Campeche se publica una fe de erratas al respecto:

Se crea el Municipio Libre de Calakmul, con la demarcación territorial comprendida entre las coordenadas geográficas extremas de los paralelos 19°12’00” y 17°48’39” de Latitud Norte; así como los meridianos 89°09’04” y 90°29’05” de Longitud Oeste de Greenwich, abarcando una superficie de 16,805.80 kilómetros cuadrados y colindando en su parte Norte con los Municipios de Champotón y Hopelchén, de los cuales se desmembra, al Sur con la República de Guatemala; al Este con el Estado de Quintana Roo y el País de Belice y al Oeste con los Municipios de Carmen y Escárcega, conforme se desprende del siguiente mapa oficial.

## Quintana Roo
Artículo 46.- El territorio del Estado de Quintana Roo comprende:

I. La porción oriental de la Península de Yucatán, limitada por una línea divisoria que partiendo de la costa norte del Canal de Yucatán, sigue el meridiano 87 grados, 32 minutos, longitud oeste de Greenwich, hasta cortar el paralelo 21 grados, y de allí continúa hasta encontrar el paralelo que pasa por la torre sur de Chemax, veinte kilómetros al oriente de este punto, llega después al vértice del ángulo formado por las líneas que dividen los Estados de Yucatán y Campeche -cerca de Put- que se localiza en el meridiano 19 grados, 39 minutos, 07 segundos de latitud norte y 89 grados, 24 minutos, 52 segundos de longitud oeste de Greenwich y desciende al sur hasta el paralelo límite de las Repúblicas de México y Guatemala; y

II. Las islas de: Cozumel, Cancún, Mujeres, Blanca y Contoy, situadas en el Mar Caribe y la de Holbox en el Golfo de México, así como las islas, islotes, cayos y arrecifes adyacentes a su litoral.
TÍTULO CUARTO CAPÍTULO ÚNICO Del Territorio.

Al integrarse el territorio de Quintana Roo se limitaba por una línea que partía de la costa norte del Golfo de México, y seguía el arco del meridiano 87°0′32″ O hasta su intersección con el paralelo 21ºW y continuaba hasta un punto situado a 20 km al oriente del paralelo que pasa por la torre sur de Chemax y después hasta el vértice del ángulo de convergencia de los estados restantes de Yucatán y Campeche, cerca de Put y hacia el sur hasta el paralelo límite entre México y Guatemala.
Actualmente el artículo 128 de la constitución estatal establece que el municipio de Felipe Carillo Puerto limita al norte con el estado de Yucatán y que la línea colindante parte del Punto Put (19°39′07″N 89°24′52″O / 19.65194, -89.41444). Tal lugar se encuentra a 173,5 kilómetros de Chetumal. El gobierno de Quintana Roo argumenta que tras la creación del municipio de Calakmul en 1997 de 16,800 kilómetros cuadrados, el estado de Campeche pretende apropiarse de aproximadamente 4.800 km² de un total de 50.843 del municipio de Othón P. Blanco.

## Yucatán
Artículo 14.- El Territorio del Estado de Yucatán tiene la extensión y los límites
que demarca la Constitución Federal; lo constituye la parte norte de la Península
de Yucatán, que queda limitada por una línea divisoria que, partiendo del vértice
noreste sigue el arco del meridiano 87 grados, 32 minutos (longitud oeste de
Greenwich), hasta su intersección con el paralelo 21 grados; y de allí continúa
hasta encontrar el paralelo que pasa por la torre sur de la Iglesia de Chemax, 20
kilómetros al oriente de este punto; llegando después al vértice del ángulo formado
por las líneas que dividen los Estados de Yucatán y Campeche, cerca de Put, que
tiene las siguientes coordenadas geográficas: 19 grados, 18 minutos, 27
segundos, latitud norte, y 89 grados, 8 minutos, 52 segundos longitud oeste; de
este punto hasta el Golfo de México, tiene los límites fijados en el convenio
celebrado entre los estados de Campeche y Yucatán con fecha 3 de mayo de
1858; y de este punto hacia el este, por la costa, hasta el punto de partida.
Asimismo comprende la Isla de Pérez (LOS ALACRANES), y los islotes, cayos y
arrecifes adyacentes a su litoral.
Artículo 14, CAPÍTULO II Del Territorio del Estado.

Los vértices del estado están en la boca del estero Celestún (90°25′ O), las bocas de Conil (87°32′ O) y el "Punto Put" (19°44′06″N 89°14′00″O / 19.73500, -89.23333). Yucatán señala como punto de referencia en el artículo 14 de su constitución "un lugar cerca del Punto Put" (19°18′27″N 89°08′52″O / 19.30750, -89.14778) y Campeche al llamado "Rancho Put" lo cual es base del conflicto. El "Rancho Put" fue una ranchería del distrito de Tekax que posteriormente se convertiría en un poblado denominado "Put de Moreno" el 21 de agosto de 1846 y que después de la guerra de castas quedaría abandonado y en ruinas hasta desaparecer, tal sitio se encuentra a 32 km dentro de Quintana Roo donde se localizaría a partir del centro de la iglesia en ruinas de la población (19°29′07″N 89°24′52″O / 19.48528, -89.41444) que es donde supuestamente se fijó un monumento para señalar el lugar. Independiente del fallo emitido el máximo tribunal ello implicaría una pérdida territorial a la entidad. Si el punto es desplazado hacia el este le correspondería una porción de territorio quintanaroense incluyendo las lagunas Chichankanab y Esmeralda y las poblaciones de Morelos, Dziuché, Sabán, Sacalaca, Tihosuco y Tepich, entre otras y la pérdida de parte de los municipios del sur incluyendo la cabecera municipal de Tekax. Por otro lado si el punto es desplazado al oeste resultarían en pérdida de municipios del sureste a favor de Quintana Roo y la incorporación de municipios norteños de Campeche.